# ستيف هوايي
ستيف هوايي (بالإنجليزية: Steve Howey)‏ (26 أكتوبر 1971 بسندرلاند في المملكة المتحدة - ) هو لاعب كرة قدم بريطاني في مركز الدفاع، شارك في بطولة أمم أوروبا 1996. وشارك مع منتخب إنجلترا لكرة القدم. أما مع النوادي، فقد لعب مع بولتون واندررز وليستر سيتي ومانشستر سيتي ونيو إنجلاند ريفولوشن ونيوكاسل يونايتد ونادي هارتلبول يونايتد.

## مسيرته الكروية
لعب ستيف هوايي خلال مسيرته الاحترافية مع 6 أندية في تسعة عشر موسمًا وسجل خلالها 19 هدفًا ضمن 305 مباراة. ولم يفز بأي موسم بالكأس أو بالدوري.
خاض ستيف هوايي مسيرته مع نادي نيوكاسل يونايتد في موسم 1988–89 ليلعب معه اثنا عشر موسمًا، مشاركًا في 191 مباراة سجل خلالها 6 أهداف. ثم انتقل إلى نادي مانشستر سيتي في موسم 2000–01 واستمر معه طيلة ثلاثة مواسم، حيث شارك في 94 مباراة سجل خلالها 11 هدفًا. لينتقل بعدها إلى نادي بولتون واندررز في موسم 2003–04 لمدة موسم واحد، مشاركًا في 3 مباريات ولم يسجل أي هدف. ثم انتقل إلى نادي نيو إنجلاند ريفولوشن ما بين عامي 2004 و2005 لمدة موسم واحد، مشاركًا في 3 مباريات ولم يسجل أي هدف أيضًا. هذا وانتقل لاحقًا إلى نادي هارتلبول يونايتد في موسم 2004–05 لمدة موسم واحد، مشاركًا في مباراة ولم يسجل أي هدف أيضًا.

## وصلات خارجية
- ستيف هوايي على موقع الدوري الأمريكي (الإنجليزية)
- ستيف هوايي على موقع قاعدة بيانات كرة القدم.إي يو (الإنجليزية)
- ستيف هوايي على موقع ناشيونال فوتبول تيمز (الإنجليزية)
- ستيف هوايي على موقع Soccerbase.com (لاعب) (الإنجليزية)
- ستيف هوايي على موقع عالم كرة القدم.نت (الإنجليزية)